# ISO 3166-2:ST
ISO 3166-2:ST is een ISO-standaard met betrekking tot de zogenaamde geocodes. Het is een subset van de ISO 3166-2 tabel, die specifiek betrekking heeft op Sao Tomé en Principe.
De gegevens werden tot op 18 december 2014 geüpdatet op het ISO Online Browsing Platform (OBP). Hier worden 2 provincies - province (en) / province (fr) / província (pt) – gedefinieerd.
Volgens de eerste set, ISO 3166-1, staat ST voor Sao Tomé en Principe, het tweede gedeelte bestaat uit één letter.

## Codes
| Code | Naam     |
| ---- | -------- |
| ST-P | Príncipe |
| ST-S | São Tomé |